# Nifurtoinol
A nifurtoinol (INN) citromsárga kristályos anyag. Vízben és alkoholban alig, dietilformamidban oldódik.
Húgyúti fertőzések elleni antibiotikum. A legtöbb Escherichia coli baktérium érzékeny rá, az Enterobacter és Klebsiella fajok kevésbé, míg a Pseudomonas nem és a Proteus nemzetség legtöbb faja rezisztens rá. A vér vagy a vizeletkiválasztó szerveken kívüli szövetek szisztémás baktériumfertőzései ellen hatástalan.

## Mellékhatások
Étvágytalanság, hányinger, hányás. Emésztőrendszeren kívüli akut reakciók a túladagolástól eltekintve nem ismertek. Karcinogén hatást ember esetén nem, kísérleti állatoknál kismértékben tapasztaltak, ezért ember esetén a 3-as (nem rákkeltő) csoportba sorolták.

## Készítmények[1]
- Levantin
- Urfadin
- Urfadine
- Urfadyn
- Urfadyne
- Uridurine

Kombinált készítmények:
- Urfadyn
- Fultrexin

## Fordítás
Ez a szócikk részben vagy egészben  a   Nifurtoinol című angol Wikipédia-szócikk fordításán alapul.  Az eredeti cikk szerkesztőit annak laptörténete sorolja fel. Ez a jelzés csupán a megfogalmazás eredetét és a szerzői jogokat jelzi, nem szolgál a cikkben szereplő információk forrásmegjelöléseként.